# Hiroshi Mikami
Hiroshi Mikami (三上 博史?, Mikami Hiroshi; 23 luglio 1962) è un attore giapponese.
Ha recitato nei film Collections privées (1979), Parasite Eve (1997), Premonition (2004), nella serie televisiva giapponese Proposal daisakusen e successivamente nel dorama intitolato Ashita, mama ga inai.